# Óengus Olmucaid
Óengus Olmucaid ou Aengus Olmucada, fils de Fiachu Labrainne, est selon les légendes médiévales et la tradition pseudo historique irlandaise un Ard ri Erenn.

## Règne
Pendant le règne de son père Óengus Olmucaid conquiert l'Écosse. Il accède au trône en tuant le précédent titulaire de la charge d'Ard ri Erenn, Eochaid Mumo, qui avait tué son père 21 ans auparavant.
Selon le Lebor Gabála Érenn, il mène de nombreux combats contre les Cruithne, les Fir Bolg, les Fomoires et les autres peuples d'Irlande, il aurait également vaincu les hommes des Orcades et même les Lombards ! 
Il est tué par Énna Airgdech, fils d'Eochaid Mumo, lors de la Bataille de Carman. Geoffrey Keating, qui interprète son surnom en "grand porcs", date son règne de 1050-1032 av. J.-C. , les Annales des quatre maîtres de 1428-1410 av. J.-C. ,,.
La succession de sa lignée sera, plus tard, assurée par son petit-fils Rothechtaid mac Main.

## Source
- (en) Cet article est partiellement ou en totalité issu de l’article de Wikipédia en anglais intitulé « Óengus Olmucaid » (voir la liste des auteurs), édition du 8 avril 2012.